# سراگون
سراگون (انگلیسی: Ceragon) شرکت الکترونیک اسرائیلی است، که در سال ۱۹۹۶ تأسیس شد.